# Павлов, Сергей Иванович
Серге́й Ива́нович Па́влов (30 июня 1935, Бердянск — 18 апреля 2019, Москва) — советский писатель-фантаст, классик современной научной фантастики. Член Союза писателей СССР (1970), член совета омского КЛФ «Алькор» (1990), лауреат премии «Аэлита» (1985), лауреат премии имени Ивана Ефремова в номинации «За выдающийся вклад в развитие отечественной фантастики» (2004), основатель литературной премии «Лунная радуга».

## Творческий путь
Сергей Иванович Павлов родился 30 июня 1935 года в городе Бердянске Запорожской области (СССР). В 1953 году окончил среднюю школу № 9 имени Н. Островского города Сочи. C 1953 по 1956 годы учился в Московском инженерно-строительном институте. В 1962 году переехал в Красноярск, где получил специальность инженера-геофизика в Красноярском институте цветных металлов. Принимал участие в геологических экспедициях в Средней Азии, Арктике и Сибири.
С официальной публикации в томской газете «Молодой ленинец» и красноярском журнале «Енисей» в 1963 году первого рассказа «Банка фруктового сока», удостоенного в 1962 году премии в конкурсе фантастики журнала «Техника — молодёжи» начался путь Сергея Павлова в литературу. В 1964 году вышел рассказ «Солнечная Луна», в 1965 году — рассказ «Кентавр выпускает стрелу» и повесть «Аргус против Марса», в 1967 — рассказ «Ангелы моря» и повесть «Корона Солнца», в 1968 — принесшая автору известность повесть «Акванавты (Океанавты)».
В 1970 году Павлов вступает в Союз писателей, в 1971 году выходит его повесть «Чердак Вселенной». В 1972 году Сергей Павлов уходит из геологии и поступает на Высшие литературные курсы при Литературном институте им. А. М. Горького в Москве. В 1974 году написана повесть «Неуловимый прайд», а в 1978 выходит в свет первая книга цикла «Лунная радуга» — роман «По чёрному следу», за который в 1985 году автор получает республиканскую премию СП РСФСР «Аэлита».
В 1983 году автор публикует вторую книгу цикла — «Мягкие зеркала», в 1991 году выходит первая книга романа из цикла «Лунная радуга» — «Волшебный локон Ампары» (благодаря статье Х. Алымова ожидавшегося многими под рабочим названием «Сапфировый Галактион»), а в 1997 году — его вторая книга.
Далее Павлова увлекла любительская лингвистика: им был предложен метод разложения слов на так называемые «археоморфы», якобы позволяющий выявить изначальный смысл многочисленных древних названий и имён, а также современных слов и понятий. Первые свои наработки в этой области Сергей Павлов публикует в брошюре «Москва и железная „мощь“ Святослава. О происхождении названия Москва» (1999), потом далее развивает в книге «Богу — парус, кесарю — флот: Опыт палеолингвистики» (2002). Он предпринял попытку реконструировать палеолитический язык Европы как систему отдельных односложных слов-сигналов, образованных парой «согласный-гласный».
В 2005 году Павлов вновь возвращается в фантастику и приступает к работе над произведением под рабочим названием «Белый всадник», место которому, по словам автора, между «Лунной радугой» и «Волшебным локоном Ампары».
В последнее время Сергей Иванович Павлов проживал в Москве.

### Романы
- Цикл «Лунная радуга»:
  - Лунная радуга: кн.1. «По черному следу» (1978)
  - Лунная радуга: кн.2. «Мягкие зеркала» (1983)
  - «Волшебный локон Ампары» (кн. 1, 1991, в соавторстве с Н. Шаровой; кн. 2, 1997)

### Повести
- «Аргус против Марса» (в соавторстве с Н. Шагуриным, 1965)
- «Корона Солнца» (1967)
- «Акванавты (Океанавты)» (1968)
- «Чердак Вселенной» (1971)
- «Неуловимый прайд» (1974)

### Рассказы
- «Банка фруктового сока» (1963)
- «Кентавр выпускает стрелу» (в соавторстве с Н. Шагуриным, 1965)
- «Ангелы моря» (1967)
- «Миры на ладони» (1971)
- «Мера присутствия» (1972)
- «Амазония, ярданг Восточный» (1987)

### Статьи и очерки
- Стратегия поиска, 1977;
- Имя для рыцарей современности, 1980;
- Под космической радугой, интервью, М.Пухов и С.Павлов, 1981;
- Альфа и омега, 1987;
- Пора договориться о терминах, 1989;
- Горизонты фантастики, 1989;
- Звёздной стае альтернативы нет, 2005;
- Кризис фантастики и цивилизации, беседа, А.Калугин и С.Павлов, 2005;
- К спасателям техногенной цивилизации, 2006;
- И ещё раз о терминах, 2006;
- Версия мира, 2007;
- Вопросивший сердце твоё, 2007;
- Это было хуже чем приговор, 2007
- К вопросу о происхождении русского мата, 2007

## Фильмография и экранизации
- «Акванавты» (1979)
- «Лунная радуга» (1983)

## Фантастические идеи и термины
Сергею Ивановичу Павлову принадлежит признанное авторство целого ряда фантастических идей (см. Регистр научно-фантастических идей Альтшуллера) и терминов (см. Глоссарий ВнеЗемелья и Глоссарий Мокрого космоса).

### Реестр идей
- Идея гидрокомбовой оболочки и идея консервации личности в биоаналогах, переноса её в организм животного;
- Идея использования стелларатора как источника энергии для двигателя космического корабля.

### Реестр терминов
- Фантасту Сергею Павлову принадлежит авторство в образовании термина «внеземелье» и производных от него. Слово «внеземелье» с лёгкой руки фантаста, впервые употребившего его на страницах своего романа «Лунная радуга» (1978), прижилось. Термин «внеземелье» ныне широко употребим и часто встречается не только на страницах произведений многих фантастов, но и стал именем нарицательным для обозначения миров за пределами Земли.
- Автор, использовав в своих фантастических произведениях, ввёл в обиход следующие термины (большинство из которых придумал): безектор, безекция, видеотектор, гидрокомбовая оболочка, иглолёт, инкрет Буридана, космический катер, квантабер, космен, люстровик, медиколог, меркуролог, нортвен, омнижектор, пиролакс, пневмолыжи, сатурнолог, сектейнер, селенген, стелларатор, ступоходы, телефотер, теслит, трегер, уззун, эленарты, эйратер, экзоператор, геккоринги, ледорит и другие.
- В своих произведениях автор применил военно-морскую терминологию для описания типов (балкер, драккар, крейсер, лихтер, люггер, рейдер, танкер, тендер, туер) и устройства (гондек, комингс, люнет, отсек, рендель, рубка, спардек, твиндек, трюм, ярус) космических кораблей.

## Литературная премия «Лунная радуга»
Премия «Лунная радуга» учреждена Сергеем Ивановичем Павловым 30 июня 2005 года. Премия является ежегодной литературной премией, присуждаемой за высокие достижения в жанре фантастики. Идеология премии состоит в стремлении публично отметить: рост мастерства работающих в жанре фантастики авторов, представляющих в своих произведениях новые идеи, способные питать реальные науку и космонавтику, а также вклад в развитие российской фантастики и вне литературной сферы.

## Встречи с читателями
- 28 февраля 2006 года состоялась первая за последние десятилетия встреча писателя со своими читателями. Встреча проходила в Москве, в «Музее экслибриса» на Кузнецком мосту. Писатель пообещал всем, что вернётся в фантастику и напишет новую книгу[3].